# Arrondissement électoral d'Arlon-Marche-en-Famenne-Bastogne-Neufchâteau-Virton

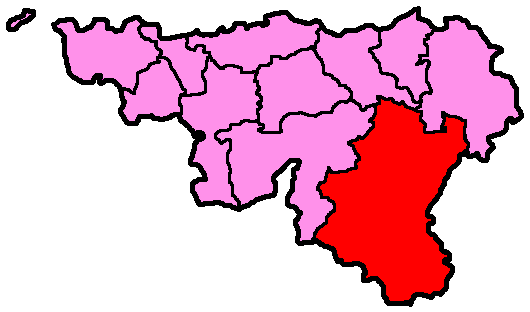
Arrondissement électoral d'Arlon-Marche-en-Famenne-Bastogne-Neufchâteau-Virton

Arlon-Marche-en-Famenne-Bastogne-Neufchâteau-Virton est un arrondissement électoral en Belgique pour élire les membres du Parlement wallon depuis 2019. Il correspond à la province du Luxembourg. Il a été créé à partir des anciennes circonscriptions d'Arlon-Marche-Bastogne et de Neufchâteau-Virton.